# Perímetre de Pusan
El perímetre de Pusan va ser l'àrea en l'extrem sud-est de la península de Corea que va marcar la major penetració de les tropes nord-coreanes a Corea del Sud durant la Guerra de Corea. El perímetre s'estén al llarg de 225 quilòmetres, molts d'ells coincidents amb el curs del Nakdong. El perímetre obté el seu nom de la ciutat portuària de Pusan.